# Васильківське золоторудне родовище
Васильківське золоторудне родовище (каз. Васильев алтын кен орны) — одне з найбільших за запасами родовище золото-кварц-сульфідного типу в Казахстані. Відкрите в 1963.

## Характеристика
Розташоване за 20 км на північний схід від міста Кокшетау. Родовище входило до числа унікальних родовищ Радянського Союзу. Загальні запаси руди становлять 50,3 млн т при сер. вмісті золота 3,85 г/т; загальні запаси золота — близько 190 т. Основні рудні мінерали: золото, арсенопірит, другорядні — пірит, халькопірит, бляклі руди, сфалерит, ґаленіт.
Рудне тіло родовища має форму штоку і приурочене до тектонічного контакту амфіболвмісних сланців з гранодіоритами і дайковидним тілом габро-діоритів. Шток витягнутий у північно-східному напрямі на ~1 км, а в поперечному на 700 м. Вмісні породи в межах штоку пронизані арсенопіритовою вкрапленістю і золото-кварц-арсенопіритовими та арсенопіритовими прожилками; поширені кварц-серицит-турмалінові і кварц-флюоритові прожилки і жили потужністю до 0,5 м, а також зони тектонічних брекчій, заповнених тими ж мінералами. Потужність прожилків у рудному штоці від 1 мм до перших сантиметрів; потужність золото-сульфідних кварцових жил — до 70 см.

## Технологія розробки
На родовищі побудовано рудник (кар’єр) і золотозбагачувальну фабрику (технологія купчастого вилуговування). Будівництво комбінату розпочато в 1979, зупинялося в 1987-89 і з 1994. Гірничі виробки пройдено на горизонтах 175, 115 і 55 м. На 2000 р з кар'єра видобуто 1 млн т.